# El Porvenir (Oaxaca)
El Porvenir es una población del estado mexicano de Oaxaca, localizada en el Municipio de San Miguel Chimalapa y en el Istmo de Tehuantepec. Tiene el carácter de localidad de San Miguel Chimalapa, siendo la tercera localidad más poblada, después de la cabecera municipal y Las Conchas. 

## Ubicación
La localidad se localiza directamente al sur de la cabecera municipal, sobre la misma brecha carretera que conecta a esta con la carretera panamericana que transita en el estado. En las coordenadas geográficas 16°39′1″N 94°47′3″O / 16.65028, -94.78417.